# Glaphyropyga venezuelensis
Glaphyropyga venezuelensis là một loài ruồi trong họ Asilidae. Glaphyropyga venezuelensis được Carrera & Machado-Allison miêu tả năm 1963. Loài này phân bố ở vùng Tân nhiệt đới.